# Юзеев, Ильдар Гафурович
Ильдар Гафурович Юзеев (тат. Илдар Гафур улы Юзиев; 3 января 1933, деревня Ямады, Янаульский район, Башкирская АССР — 21 декабря 2004, Казань, Россия) — татарский поэт и драматург. Народный поэт Татарстана. Популярный поэт-песенник.

## Биография
Ильдар Гафурович Юзеев родился 3 января 1933 года в деревне Ямады в Башкирии. Его родители были сельскими учителями.
Окончив Ямадинскую среднюю школу, Ильдар Юзеев поступил на отделение татарского языка и литературы Казанского педагогического института. С Казанью он связал всю свою дальнейшие жизнь, творчество и общественную деятельность.
Творческий путь Ильдара Юзеева начался на поприще журналистики. В период 1954—1966 гг. он работал на посту ответственного секретаря детского журнала «Ялкын»; в 1966—1967 гг. был литературным сотрудником журнала «Чаян», в 1967—1971 гг. — литературным консультантом Союза писателей Татарстана.
В 1973 г. Ильдар Юзеев окончил Высшие литературные курсы при Литературном институте им. М.Горького в Москве, и затем три года заведовал отделом поэзии журнала «Казан утлары». В дальнейшем он работал заместителем председателя правления Союза писателей Татарстана по работе с молодыми писателями.

## Творчество
Впервые Ильдар Юзеев начал писать стихи ещё в начальной школе. Когда он учился в 10-м классе, его стихи начали публиковаться в республиканской печати Уфы.
За свою жизнь поэт написал:
- 30 поэм, в том числе «Жизнь побеждает» (1953 г.), «Знакомые мелодии» (1955 г.), «Миляуша» (1968 г.), «Последнее испытание» (1969 г.), «Струны» (1978 г.), «Мама», «Дремучий лес», «Миляуша», «Идель-Даугава»
- Более 40 поэтических сборников, в том числе «Встреча с вечностью», «Сосны молодые», «Знакомые мелодии», «Стихи мои, песни мои», «Книга любви»
- Пьесы «Горицвет» (1959 г.), «Не по злобе» (1974 г.), «Вслед за дикими гусями» (1976 г.), «Командировка» (1977 г.)

## Награды
- орден «Знак Почёта» (22.08.1986)
- Премия комсомола Татарии имени Мусы Джалиля за книгу поэм и баллад «Миляуша» (1968 год)
- Государственная премия Татарской АССР имени Габдуллы Тукая за поэмы «Голос каменных стен» и «Струны» (1980 год).
- Народный поэт Республики Татарстан (1993)
- Заслуженный деятель искусств ТАССР (1979)
- Заслуженный деятель искусств РСФСР» (1983)[1].

## Память
- В родной деревне поэта — деревне Ямады Янаульского района — открыт музей народного поэта РТ Ильдара Юзеева[2].
- В театре им. Галиаскара Камала 24 сентября 2008 года был проведён торжественный вечер, посвященный 75-летию со дня рождения Ильдара Юзеева[3].